# Vitale Falier (XII secolo)
Vitale Falier (fl. XII secolo) è stato un politico e diplomatico italiano, della Repubblica di Venezia.

## Biografia
Il nome di Vitale Falier compare più volte nei documenti del XII secolo, ma non si può escludere l'esistenza di omonimi. È però lecito ipotizzare che le citazioni del periodo 1152-1173 si riferiscano sempre allo stesso individuo: una personalità politica di spicco che ricoprì importanti cariche sotto i dogi Domenico Morosini, Vitale II Michiel e Sebastiano Ziani.
Esponente dei Falier, casata che svolgeva un ruolo di primo piano nella vita pubblica veneziana del tempo, nel 1152 sottoscrisse un documento del doge Morosini a favore della famiglia Baseggio. L'episodio più importante è però del 1154, quando prese parte a una legazione guidata dal Domenico Morosini, figlio del doge omonimo, presso Federico I. La missione aveva come obiettivo il rinnovo dell'antico pactum tra il Ducato di Venezia e il Sacro Romano Impero, la cui validità era messa a repentaglio dalla politica egemonica del Barbarossa nel Nord Italia. La spedizione si concluse positivamente e Federico confermò il pactum mentre si trovava nei dintorni di Novara, impegnato nell'assedio di Galliate.
Nel 1164 sottoscrisse l'atto relativo a una donazione del doge Vitale II Michiel per la chiesa di San Marco. Nel 1172 risulta tra gli elettori di Sebastiano Ziani, ricoprendo nello stesso anno la carica di iudex e consigliere del doge, per poi diventare, l'anno successivo, advocator Comunis. Sempre nel 1172 fu inviato dallo Ziani in missione diplomatica presso l'imperatore Manuele I Comneno.